# Мустафин, Темур Ильдарович
Темур Ильдарович Мустафин (15 апреля 1995, Ташкент, Узбекистан) — российский футболист, защитник клуба «Динамо-Брянск».

## Карьера
В пять лет переехал с семьей из родного Ташкента в Тольятти. Занимался футболом в Академия имени Ю. Коноплева и «Ростове». В 2012 году перешел в молодёжный состав московского «Локомотива». Привлекался к тренировкам с основным составом во время работы хорватского тренера Славена Билича. Однако за основной состав в официальных встречах не сыграл, лишь раз попав в заявку команды. Позднее провел несколько в ФНЛ, где выступал за «Зенит-2», «Факел» Воронеж и «Сочи». По ходу сезона 2018/19, когда «Сочи» вышел в Премьер-лигу, покинул команду и перешел в «Армавир» — в нём он не появлялся на поле из-за травмы в контрольном матче с армянским «Лори».
Летом 2021 года переехал в Армению и заключил контракт с дебютантом местной Премьер-лиги «Нораванком». Первый матч провел 24 августа против «Арарата» (2:3). 8 мая 2022 года его гол в финале Кубка Армении против «Урарту» (2:0) оказался победным: впервые в своей истории команда Мустафина завоевала национальный трофей.
В конце января 2023 года стало известно, что Мустафин продолжит свою карьеру в киргизском клубе «Абдыш-Ата», а после одного проведенного сезона там, в феврале 2024 года перешёл в «Динамо-Брянск».

## Достижения
- Обладатель Кубка Армении: 2021/22
- серебряный призер Суперкубка Кыргызстана: 2023
- Финалист Кубка Кыргызстана: 2023
- 1 место . Чемпионата Кыргызстана по футболу: 2023
- Выход в финальную часть турнира Afc Cup.